# Festival Internacional de la Cultura de Boyacá 2011
La 39.ª edición del Festival Internacional de la Cultura de Boyacá, celebrada en la ciudad colombiana de Tunja, tuvo lugar entre el 26 de agosto y el 4 de septiembre de 2011.
Contó con la participación de 4 mil artistas provenientes de 25 países invitados. El país invitado especial fue España y el departamento invitado especial fue Valle del Cauca. Tuvo un costo de alrededor de 4 mil millones de pesos financiados por fondos privados y oficiales.
La programación del certamen cultural incluyó expresiones como danza, teatro, artes plásticas, literatura, poesía, cinematografía, música, cine y televisión. Por primera vez extiende sus eventos a más de 90 municipios del departamento de Boyacá.

## Países Participantes
| País participante    | Artista |
| -------------------- | ------- |
| Alemania             |         |
| Austria              |         |
| Bélgica              |         |
| Bolivia              |         |
| Brasil               |         |
| Chile                |         |
| China                |         |
| Colombia             |         |
| Costa Rica           |         |
| Ecuador              |         |
| El Salvador          |         |
| España               |         |
| Estados Unidos       |         |
| Francia              |         |
| Italia               |         |
| Hungría              |         |
| México               |         |
| Panamá               |         |
| Perú                 |         |
| Puerto Rico          |         |
| República Dominicana |         |
| Rusia                |         |
| Turquía              |         |
| Uruguay              |         |
| Venezuela            |         |

## Artistas Especiales
| País participante | Arte   | Artista-Evento          |
| ----------------- | ------ | ----------------------- |
| Estados Unidos    | Música | Willie Colón            |
| Puerto Rico       | Música | Richie Ray y Bobby Cruz |
| México            | Música | Alejandro Fernández     |